# Glasgow (Wahlregion)
| Glasgow                                                                            |
| ---------------------------------------------------------------------------------- |
| Glasgow                                                                            |
| Gebildet                                                                           |
| 1999                                                                               |
| Regionen                                                                           |
| Glasgow South Lanarkshire (Teile)                                                  |
| Sitze                                                                              |
| Scottish National Party: 9 Labour Party: 4 Conservative Party: 2 Scottish Green: 1 |

Glasgow ist eine der acht schottischen Wahlregionen zur Wahl des Schottischen Parlaments. Sie wurde auf Grundlage des Scotland Act von 1998 geschaffen. Sie umfasst das gesamte Stadtgebiet von Glasgow und Gebiete der Council Arear South Lanarkshire und war bis zur Revision der Wahlregionen im Jahre 2011 in zehn Wahlkreise unterteilt. Im Rahmen der Revision kam es zu einer Veränderung der Außengrenzen sowie der Grenzen der Wahlkreise. Außerdem wurde deren Anzahl von zehn auf neun verringert. Die ersten Wahlen fanden im Rahmen der Parlamentswahl vom 6. Mai 1999 statt.
An die Region Glasgow grenzen die Wahlregion West Scotland im Westen und Central Scotland im Osten.

## Geographische Aufteilung
Unter der Region Glasgow waren zehn Wahlkreise zusammengefasst. Die Wahlkreise entsprachen bezüglich Benennung und Zuschnitt den Wahlkreisen zum Britischen Parlament. Jeder Wahlkreise stellt einen nach dem Mehrheitswahlrecht bestimmten Repräsentanten. Außerdem werden in der gesamten Wahlregion sieben Listenkandidaten (Additional Members) entsandt. Im Zuge der Revision der Wahlkreise im Jahre 2011 wurden die Wahlkreise neu zugeschnitten und die Anzahl von zehn auf neun verringert.

### 1999–2011
| Wahlkreis | Karte   | Region  |
| --- | ------- | ------- |
| 1. Glasgow Anniesland 2. Glasgow Baillieston 3. Glasgow Cathcart 4. Glasgow Govan 5. Glasgow Kelvin 6. Glasgow Maryhill 7. Glasgow Pollok 8. Glasgow Rutherglen 9. Glasgow Shettleston 10. Glasgow Springburn | Glasgow | Glasgow |

### 2011–
| Wahlkreis | Karte   | Region  |
| --- | ------- | ------- |
| 1. Glasgow Anniesland 2. Glasgow Cathcart 3. Glasgow Kelvin 4. Glasgow Maryhill and Springburn 5. Glasgow Pollok 6. Glasgow Provan 7. Glasgow Shettleston 8. Glasgow Southside 9. Rutherglen | Glasgow | Glasgow |

## Wahlergebnisse

### Parlamentswahl 1999
| Ergebnisse der Parlamentswahl 1999 | Ergebnisse der Parlamentswahl 1999 | Ergebnisse der Parlamentswahl 1999 | Ergebnisse der Parlamentswahl 1999 | Ergebnisse der Parlamentswahl 1999 |
| Partei                             | Stimmen                            | %                                  | Direktm.                           | Add. Member                        |
| ---------------------------------- | ---------------------------------- | ---------------------------------- | ---------------------------------- | ---------------------------------- |
| Labour Party                       | 112.588                            | 43,9                               | 10                                 | 0                                  |
| Scottish National Party            | 65.360                             | 25,5                               | 0                                  | 4                                  |
| Conservative Party                 | 20.239                             | 7,9                                | 0                                  | 1                                  |
| Socialist                          | 18.581                             | 7,2                                | 0                                  | 1                                  |
| Liberal Democrats                  | 18.473                             | 7,2                                | 0                                  | 1                                  |
| Scottish Green                     | 10.159                             | 4,0                                | 0                                  | 0                                  |
| Socialist Labour                   | 4391                               | 1,7                                | 0                                  | 0                                  |
| Sonstige                           | 6557                               | 2,6                                | 0                                  | 0                                  |

| Direktmandate       | Direktmandate     | Direktmandate |
| Wahlkreis           | Direktm.          | Partei        |
| ------------------- | ----------------- | ------------- |
| Glasgow Anniesland  | Donald Dewar      | Labour        |
| Glasgow Baillieston | Margaret Curran   | Labour        |
| Glasgow Cathcart    | Mike Watson       | Labour        |
| Glasgow Govan       | Gordon Jackson    | Labour        |
| Glasgow Kelvin      | Pauline McNeill   | Labour        |
| Glasgow Maryhill    | Patricia Ferguson | Labour        |
| Glasgow Pollok      | Johann Lamont     | Labour        |
| Glasgow Rutherglen  | Janis Hughes      | Labour        |
| Glasgow Shettleston | Frank McAveety    | Labour        |
| Glasgow Springburn  | Paul Martin       | Labour        |

| Additional Members | Additional Members                                              |
| ------------------ | --------------------------------------------------------------- |
| Partei             | Name                                                            |
| SNP                | Dorothy-Grace Elder Kenneth Gibson Nicola Sturgeon Sandra White |
| Conservative       | Bill Aitken                                                     |
| Socialist          | Tommy Sheridan                                                  |
| Liberal Democrats  | Robert Brown                                                    |

### Parlamentswahl 2003
| Ergebnisse der Parlamentswahl 2003 | Ergebnisse der Parlamentswahl 2003 | Ergebnisse der Parlamentswahl 2003 | Ergebnisse der Parlamentswahl 2003 | Ergebnisse der Parlamentswahl 2003 | Ergebnisse der Parlamentswahl 2003 | Ergebnisse der Parlamentswahl 2003 | Ergebnisse der Parlamentswahl 2003 |
| Partei                             | Stimmen                            | %                                  | ±                                  | Direktm.                           | ±                                  | Add. Member                        | ±                                  |
| ---------------------------------- | ---------------------------------- | ---------------------------------- | ---------------------------------- | ---------------------------------- | ---------------------------------- | ---------------------------------- | ---------------------------------- |
| Labour Party                       | 77.040                             | 37,7                               | −6,2                               | 10                                 | 0                                  | 0                                  | 0                                  |
| Scottish National Party            | 34.894                             | 17,1                               | −8,4                               | 0                                  | 0                                  | 2                                  | −2                                 |
| Socialist                          | 31.116                             | 15,2                               | +8,0                               | 0                                  | 0                                  | 2                                  | +1                                 |
| Conservative Party                 | 15.299                             | 7,5                                | −0,4                               | 0                                  | 0                                  | 1                                  | 0                                  |
| Liberal Democrats                  | 14.839                             | 7,5                                | +0,3                               | 0                                  | 0                                  | 1                                  | 0                                  |
| Scottish Green Party               | 14.570                             | 7,1                                | +3,1                               | 0                                  | 0                                  | 1                                  | +1                                 |
| Scottish Senior Citizens           | 4750                               | 2,3                                | +2,3                               | 0                                  | 0                                  | 0                                  | 0                                  |
| Socialist Labour                   | 3091                               | 1,5                                | −0,2                               | 0                                  | 0                                  | 0                                  | 0                                  |
| Sonstige                           | 8679                               | 4,2                                | +1,6                               | 0                                  | 0                                  | 0                                  | 0                                  |

| Direktmandate       | Direktmandate     | Direktmandate |
| Wahlkreis           | Direktm.          | Partei        |
| ------------------- | ----------------- | ------------- |
| Glasgow Anniesland  | Bill Butler       | Labour        |
| Glasgow Baillieston | Margaret Curran   | Labour        |
| Glasgow Cathcart    | Mike Watson       | Labour        |
| Glasgow Govan       | Gordon Jackson    | Labour        |
| Glasgow Kelvin      | Pauline McNeill   | Labour        |
| Glasgow Maryhill    | Patricia Ferguson | Labour        |
| Glasgow Pollok      | Johann Lamont     | Labour        |
| Glasgow Rutherglen  | Janis Hughes      | Labour        |
| Glasgow Shettleston | Frank McAveety    | Labour        |
| Glasgow Springburn  | Paul Martin       | Labour        |

| Additional Members | Additional Members           |
| Partei             | Name                         |
| ------------------ | ---------------------------- |
| SNP                | Nicola Sturgeon Sandra White |
| Socialist          | Rosie Kane Tommy Sheridan    |
| Conservative       | Bill Aitken                  |
| Liberal Democrats  | Robert Brown                 |
| Scottish Green     | Patrick Harvie               |

### Parlamentswahl 2007
| Ergebnisse der Parlamentswahl 2007 | Ergebnisse der Parlamentswahl 2007 | Ergebnisse der Parlamentswahl 2007 | Ergebnisse der Parlamentswahl 2007 | Ergebnisse der Parlamentswahl 2007 | Ergebnisse der Parlamentswahl 2007 | Ergebnisse der Parlamentswahl 2007 | Ergebnisse der Parlamentswahl 2007 |
| Partei                             | Stimmen                            | %                                  | ±                                  | Direktm.                           | ±                                  | Add. Member                        | ±                                  |
| ---------------------------------- | ---------------------------------- | ---------------------------------- | ---------------------------------- | ---------------------------------- | ---------------------------------- | ---------------------------------- | ---------------------------------- |
| Labour Party                       | 78.738                             | 38,2                               | +0,5                               | 9                                  | −1                                 | 0                                  | 0                                  |
| Scottish National Party            | 55.832                             | 27,0                               | +9,9                               | 1                                  | +1                                 | 4                                  | +2                                 |
| Liberal Democrats                  | 14.757                             | 7,2                                | −0,3                               | 0                                  | 0                                  | 1                                  | 0                                  |
| Conservative Party                 | 13.781                             | 6,7                                | −0,8                               | 0                                  | 0                                  | 1                                  | 0                                  |
| Scottish Green Party               | 10.739                             | 5,2                                | −1,9                               | 0                                  | 0                                  | 1                                  | 0                                  |
| Solidarity                         | 8574                               | 4,1                                | +4,1                               | 0                                  | 0                                  | 0                                  | 0                                  |
| BNP                                | 3865                               | 1,9                                | +1,9                               | 0                                  | 0                                  | 0                                  | 0                                  |
| Scottish Senior Citizens           | 3703                               | 1,8                                | −0,5                               | 0                                  | 0                                  | 0                                  | 0                                  |
| Sonstige                           | 16.548                             | 7,7                                | +3,5                               | 0                                  | 0                                  | 0                                  | −2                                 |

| Direktmandate       | Direktmandate     | Direktmandate |
| Wahlkreis           | Direktm.          | Partei        |
| ------------------- | ----------------- | ------------- |
| Glasgow Anniesland  | Bill Butler       | Labour        |
| Glasgow Baillieston | Margaret Curran   | Labour        |
| Glasgow Cathcart    | Charles Gordon    | Labour        |
| Glasgow Govan       | Nicola Sturgeon   | SNP           |
| Glasgow Kelvin      | Pauline McNeill   | Labour        |
| Glasgow Maryhill    | Patricia Ferguson | Labour        |
| Glasgow Pollok      | Johann Lamont     | Labour        |
| Glasgow Rutherglen  | James Kelly       | Labour        |
| Glasgow Shettleston | Frank McAveety    | Labour        |
| Glasgow Springburn  | Paul Martin       | Labour        |

| Additional Members | Additional Members                            |
| Partei             | Name                                          |
| ------------------ | --------------------------------------------- |
| SNP                | Bashir Ahmad Bob Doris Bill Kidd Sandra White |
| Conservative       | Bill Aitken                                   |
| Liberal Democrats  | Robert Brown                                  |
| Scottish Green     | Patrick Harvie                                |

### Parlamentswahl 2011
| Ergebnisse der Parlamentswahl 2011 | Ergebnisse der Parlamentswahl 2011 | Ergebnisse der Parlamentswahl 2011 | Ergebnisse der Parlamentswahl 2011 | Ergebnisse der Parlamentswahl 2011 | Ergebnisse der Parlamentswahl 2011 | Ergebnisse der Parlamentswahl 2011 | Ergebnisse der Parlamentswahl 2011 |
| Partei                             | Stimmen                            | %                                  | ±                                  | Direktm.                           | ±                                  | Add. Member                        | ±                                  |
| ---------------------------------- | ---------------------------------- | ---------------------------------- | ---------------------------------- | ---------------------------------- | ---------------------------------- | ---------------------------------- | ---------------------------------- |
| Scottish National Party            | 83.109                             | 39,8                               | +12,8                              | 5                                  | +4                                 | 2                                  | −2                                 |
| Labour Party                       | 73.031                             | 35,0                               | −3,2                               | 4                                  | −4                                 | 3                                  | +3                                 |
| Conservative Party                 | 12.749                             | 6,1                                | −0,6                               | 0                                  | 0                                  | 1                                  | 0                                  |
| Scottish Green Party               | 12.454                             | 6,0                                | +0,8                               | 0                                  | 0                                  | 1                                  | 0                                  |
| Respect                            | 6972                               | 3,3                                | +3,3                               | 0                                  | 0                                  | 0                                  | 0                                  |
| Liberal Democrats                  | 5312                               | 2,5                                | −4,7                               | 0                                  | 0                                  | 0                                  | −1                                 |
| Scottish Senior Citizens           | 3750                               | 1,8                                | 0,0                                | 0                                  | 0                                  | 0                                  | 0                                  |
| Sonstige                           | 10.176                             | 5,0                                | −2,7                               | 0                                  | 0                                  | 0                                  | 0                                  |

| Direktmandate                   | Direktmandate     | Direktmandate |
| Wahlkreis                       | Direktm.          | Partei        |
| ------------------------------- | ----------------- | ------------- |
| Glasgow Anniesland              | Bill Kidd         | SNP           |
| Glasgow Cathcart                | James Dornan      | SNP           |
| Glasgow Kelvin                  | Sandra White      | SNP           |
| Glasgow Maryhill and Springburn | Patricia Ferguson | Labour        |
| Glasgow Pollok                  | Johann Lamont     | Labour        |
| Glasgow Provan                  | Paul Martin       | Labour        |
| Glasgow Shettleston             | John Mason        | SNP           |
| Glasgow Southside               | Nicola Sturgeon   | SNP           |
| Rutherglen                      | James Kelly       | Labour        |

| Additional Members | Additional Members                      |
| Partei             | Name                                    |
| ------------------ | --------------------------------------- |
| Labour             | Hanzala Malik Anne McTaggart Drew Smith |
| SNP                | Bob Doris Humza Yousaf                  |
| Conservative       | Ruth Davidson                           |
| Scottish Green     | Patrick Harvie                          |

### Parlamentswahl 2016
| Ergebnisse der Parlamentswahl 2016 | Ergebnisse der Parlamentswahl 2016 | Ergebnisse der Parlamentswahl 2016 | Ergebnisse der Parlamentswahl 2016 | Ergebnisse der Parlamentswahl 2016 | Ergebnisse der Parlamentswahl 2016 | Ergebnisse der Parlamentswahl 2016 | Ergebnisse der Parlamentswahl 2016 |
| Partei                             | Stimmen                            | %                                  | ±                                  | Direktm.                           | ±                                  | Add. Member                        | ±                                  |
| ---------------------------------- | ---------------------------------- | ---------------------------------- | ---------------------------------- | ---------------------------------- | ---------------------------------- | ---------------------------------- | ---------------------------------- |
| Scottish National Party            | 111.101                            | 44,8                               | +5,0                               | 9                                  | +4                                 | 0                                  | −2                                 |
| Labour Party                       | 59.151                             | 23,8                               | −11,2                              | 0                                  | −4                                 | 4                                  | +1                                 |
| Conservative Party                 | 29.533                             | 11,9                               | +5,8                               | 0                                  | 0                                  | 2                                  | +1                                 |
| Scottish Green Party               | 23.398                             | 9,4                                | +3,4                               | 0                                  | 0                                  | 1                                  | 0                                  |
| Liberal Democrats                  | 5850                               | 2,4                                | −0,1                               | 0                                  | 0                                  | 0                                  | 0                                  |
| UKIP                               | 4889                               | 2,0                                | +1,4                               | 0                                  | 0                                  | 0                                  | 0                                  |
| Solidarity                         | 3593                               | 1,4                                | +1,4                               | 0                                  | 0                                  | 0                                  | 0                                  |
| RISE                               | 2454                               | 1,0                                | +1,0                               | 0                                  | 0                                  | 0                                  | 0                                  |
| A Better Britain                   | 2453                               | 1,0                                | +1,0                               | 0                                  | 0                                  | 0                                  | 0                                  |
| Women’s Equality                   | 2091                               | 0,8                                | +0,8                               | 0                                  | 0                                  | 0                                  | 0                                  |
| Animal Welfare                     | 1819                               | 0,7                                | +0,7                               | 0                                  | 0                                  | 0                                  | 0                                  |
| Christian                          | 1506                               | 0,6                                | −0,1                               | 0                                  | 0                                  | 0                                  | 0                                  |
| Parteilos                          | 271                                | 0,1                                | +0,1                               | 0                                  | 0                                  | 0                                  | 0                                  |

| Direktmandate                   | Direktmandate   | Direktmandate |
| Wahlkreis                       | Direktm.        | Partei        |
| ------------------------------- | --------------- | ------------- |
| Glasgow Anniesland              | Bill Kidd       | SNP           |
| Glasgow Cathcart                | James Dornan    | SNP           |
| Glasgow Kelvin                  | Sandra White    | SNP           |
| Glasgow Maryhill and Springburn | Bob Doris       | SNP           |
| Glasgow Pollok                  | Humza Yousaf    | SNP           |
| Glasgow Provan                  | Ivan McKee      | SNP           |
| Glasgow Shettleston             | John Mason      | SNP           |
| Glasgow Southside               | Nicola Sturgeon | SNP           |
| Rutherglen                      | Clare Haughey   | SNP           |

| Additional Members | Additional Members                                    |
| Partei             | Name                                                  |
| ------------------ | ----------------------------------------------------- |
| Labour             | Anas Sarwar Johann Lamont James Kelly Pauline McNeill |
| Conservative       | Adam Tomkins Annie Wells                              |
| Scottish Green     | Patrick Harvie                                        |

### Parlamentswahl 2021
| Ergebnisse der Parlamentswahl 2021 | Ergebnisse der Parlamentswahl 2021 | Ergebnisse der Parlamentswahl 2021 | Ergebnisse der Parlamentswahl 2021 | Ergebnisse der Parlamentswahl 2021 | Ergebnisse der Parlamentswahl 2021 | Ergebnisse der Parlamentswahl 2021 | Ergebnisse der Parlamentswahl 2021 |
| Partei                             | Stimmen                            | %                                  | ±                                  | Direktm.                           | ±                                  | Add. Member                        | ±                                  |
| ---------------------------------- | ---------------------------------- | ---------------------------------- | ---------------------------------- | ---------------------------------- | ---------------------------------- | ---------------------------------- | ---------------------------------- |
| SNP                                | 133.917                            | 43,9                               | −0,9                               | 9                                  | 0                                  | 0                                  | 0                                  |
| Labour                             | 74.088                             | 24,3                               | +0,5                               | 0                                  | 0                                  | 4                                  | 0                                  |
| Conservative                       | 37.027                             | 12,1                               | +0,2                               | 0                                  | 0                                  | 2                                  | 0                                  |
| Green                              | 36.114                             | 11,8                               | +2,4                               | 0                                  | 0                                  | 1                                  | 0                                  |
| Liberal Democrats                  | 6079                               | 2,0                                | −0,4                               | 0                                  | 0                                  | 0                                  | 0                                  |
| Alba                               | 5408                               | 1,8                                | +1,8                               | 0                                  | 0                                  | 0                                  | 0                                  |
| All for Unity                      | 2562                               | 0,8                                | +0,8                               | 0                                  | 0                                  | 0                                  | 0                                  |
| Independent Green                  | 2011                               | 0,7                                | +0,7                               | 0                                  | 0                                  | 0                                  | 0                                  |
| Family                             | 1728                               | 0,6                                | +0,6                               | 0                                  | 0                                  | 0                                  | 0                                  |
| Women’s Equality                   | 772                                | 0,3                                | −0,5                               | 0                                  | 0                                  | 0                                  | 0                                  |
| Abolish the Scottish Parliament    | 702                                | 0,2                                | +0,2                               | 0                                  | 0                                  | 0                                  | 0                                  |
| Libertarian                        | 680                                | 0,2                                | +0,2                               | 0                                  | 0                                  | 0                                  | 0                                  |
| TUSC                               | 645                                | 0,2                                | +0,2                               | 0                                  | 0                                  | 0                                  | 0                                  |
| Communist                          | 544                                | 0,2                                | +0,2                               | 0                                  | 0                                  | 0                                  | 0                                  |
| Reform UK                          | 543                                | 0,2                                | +0,2                               | 0                                  | 0                                  | 0                                  | 0                                  |
| UKIP                               | 447                                | 0,1                                | −1,9                               | 0                                  | 0                                  | 0                                  | 0                                  |
| Parteilos                          | 269                                | 0,1                                | +0,1                               | 0                                  | 0                                  | 0                                  | 0                                  |
| SDP                                | 178                                | 0,1                                | +0,1                               | 0                                  | 0                                  | 0                                  | 0                                  |
| Reclaim                            | 174                                | 0,1                                | +0,1                               | 0                                  | 0                                  | 0                                  | 0                                  |
| Renew                              | 100                                | 0,0                                | +0,0                               | 0                                  | 0                                  | 0                                  | 0                                  |
| Parteilos                          | 98                                 | 0,0                                | +0,0                               | 0                                  | 0                                  | 0                                  | 0                                  |

| Direktmandate                   | Direktmandate   | Direktmandate |
| Wahlkreis                       | Direktm.        | Partei        |
| ------------------------------- | --------------- | ------------- |
| Glasgow Anniesland              | Bill Kidd       | SNP           |
| Glasgow Cathcart                | James Dornan    | SNP           |
| Glasgow Kelvin                  | Kaukab Stewart  | SNP           |
| Glasgow Maryhill and Springburn | Bob Doris       | SNP           |
| Glasgow Pollok                  | Humza Yousaf    | SNP           |
| Glasgow Provan                  | Ivan McKee      | SNP           |
| Glasgow Shettleston             | John Mason      | SNP           |
| Glasgow Southside               | Nicola Sturgeon | SNP           |
| Rutherglen                      | Clare Haughey   | SNP           |

| Additional Members | Additional Members                                         |
| Partei             | Name                                                       |
| ------------------ | ---------------------------------------------------------- |
| Labour             | Anas Sarwar Paul Sweeney Pam Duncan-Glancy Pauline McNeill |
| Conservative       | Sandesh Gulhane Annie Wells                                |
| Scottish Green     | Patrick Harvie                                             |